# Muramatsu Shōfu
Muramatsu Shōfu (japanisch 村松 梢風, Vorname eigentlich Giichi; geboren 21. September 1889 in Iida (Präfektur Shizuoka); gestorben 13. Februar 1961 in Tokio) war ein japanischer Schriftsteller.

## Leben und Wirken
Muramatsu Shōfu begann ein Studium der Finanzwissenschaft und der Literaturwissenschaft an der Keiō-Universität, brach das Studium jedoch ab und begann eine Arbeit bei dem Werbeunternehmen Dentsū. Er begann zu schreiben und konnte 1917 die Geschichte „Kotohime monogatari“ (琴姫物語) – „Prinzessin Koto“ im Magazin „Chūōkōron“ veröffentlichen, da dessen Herausgeber Takita Choin (滝田 樗陰; 1882–1952) von der literarischen Qualität des Werkes überzeugt war.
Nachdem er Skizzen romantischer Geschichten in der „Zeien“-(説苑)-Kolumne von Chūōkōron geschrieben hatte, startete er 1926 seine persönliche Zeitschrift „Sōjin“ (騒人) – „Poet“, in der er eine Fortsetzungsgeschichte „Seiden Shimizu Jirochō“ (正伝清水次郎長) – „Genauer Bericht zu Shimizu Jirochō“ veröffentlichte.
Unter Muramatsus vielfältigen literarischen Werken sind in Japan seine Reihe biografischer Werke wie „Kinsei Meishōden“ (近世名匠伝) – „Die Geschichte neuzeitlicher Wissenschaftler, Künstler oder Kunsthandwerker“ 1923, „Honchō Gajinden“ (本朝画人伝) – „Die Geschichte der Maler am Hofe“ 1940 bis 1943 und „Kinsei meishōbu monogatari“ (近世名勝負物語) – „Die Geschichte der neuzeitlichen Siege und Niederlagen“ 1952 bis 1961 am beliebtesten. Eins seiner letzten Werke, „Kyojingun no hana chanpion“ (巨人軍の花 チャンピオン) – „Die Blüte der Kyojin-Mannschaft Champion“, das 1962 erschien, befasst sich mit der Baseballmannschaft Yomiuri Giants. 
Die Originalität des Autors zeigt sich auf dem Gebiet der biografischen Literatur, in Japan nicht ausreichend erarbeitet, die in seinem Schaffen in zahlreichen Beispielen vertreten ist. Er war 1938 der ursprüngliche Autor des „Zangiku Monogatari“ (残菊物語), einem berühmten „Shimpa“-Stück, also ein Stück des „Neuen Theaters“.
Der mit dem Naoki-Preis ausgezeichnete Autor Tomomi Muramatsu (* 1940) ist sein Enkel.